# Михаел Адолф фон Алтхан
Михаел Адолф фон Алтхан (на немски: Michael Adolf Graf von Althann; * 1574, Мурщетен близо до Вайсенкирхен; † 7 май 1636/3 май 1638, Виена) от австрийския благороднически род фон Алтхан, е фрайхер в Голдег и Мурщетен, от 1608 г. граф, австрийски генерал, военен командир и дипломат.

## Живот
Той е най-големият син на фрайхер Кристоф фон Алтхан († 1589) и втората му съпруга фрайин Елизабет фон Тойфел († 1636), дъщеря на фрайхер Георг Тойфел фон Гунтерсдорф († 1578) и Йозефина фон Виндиш-Грец († 1567). Брат е на фрайхер Волфганг Дитрих фон Алтхан (1575 – 1623) и Квинтин Лео фон Алтхан (1577 – 1634), който е издигнат на граф на 18 юни 1610 г.
Михаел Адолф е генерал в боевете против турците в Унгария и води с тях и дипломатически мисии. През 1606 г. той сключва мир в Цзитварок. За заслугите му император Рудолф II го издига на граф на 28 ноември 1608 г. Той е член на военния съвет и таен съветник. През 1611 г. играе важна роля в рекрутирането на „народната партия Пасау“, едно движение за закрила на императора.
Михаел Адолф става католик и е активен в геген-реформацията. През 1618/1619 г. той основава рицарския орден „Christianae Militae“ на християнската милиция за борбата срещу безбожието и турците. Основава и йезуитски колеж в Кремс, Знайм, Комарн и Иглау. Той е близък с католическия кръг около бохемския канцлер Венцел Евзебиус фон Лобковиц и Вилхем Славата.
Михаел Адолф фон Алтхан умира на 62/64 години на 7 май 1636/3 май 1638 г. във Виена.

## Фамилия
Първи брак: януари 1603 г. с баронеса Елизабет фон Щотцинген († 14 август 1624), дъщеря на фрайхер Рудолф Рупрехт фон Щотцинген-Алтеншперг-Блаухофен, губернатор на Долна Австрия († 1600) и фрайин Мария Магдалена Пюхлер фон Велтенег-Хорнщайн-Зиберсдорф († 1588). Те имат единадесет деца:
- Михаел Йохан фон Алтхан (* 1607; † сл. 19 февруари 1649), женен за графиня Мария Маргарета фон Егенберг (* ок. 1614; † 4 април 1657, Виена)
- Михаел Франц Леополд фон Алтхан (1609 – 1616)
- Михаел Фердинанд фон Алтхан (ок. 1610 – 1658), женен I. за графиня Мария Анна фон Вюрден, II. за графиня Мария Катарина Барбара фон Траутмансдорф († ноември 1663)
- Михаел Рудолф фон Алтхан (* ок. 1611; имира млад)
- Мария Катарина фон Алтхан (1612 – 1643), омъжена 1642 г. за княз Йохан Фердинанд Порция (* 1606; † 17 февруари 1665)
- Михаел Флориан фон Алтхан (* ок. 1614; умира млад)
- Михаел Габриел фон Алтхан (* ок. 1616; умира млад)
- Мария Елизабет Магдалена фон Алтхан (* ок. 1618; умира млада)
- Мария Констанция фон Алтхан (* ок. 1620; умира млада)
- Мария Елизабет Михаела фон Алтхан (* ок. 1622 – 1670), омъжена 1650 г. за граф Петер Франц Ернст фон Моларт († 1669)
- Мария Михаела фон Алтхан (* 1624; умира млада)

Втори брак: през 1627 г. в Прага с Мария Ева фон Щернберг (* 1605; † 11 март 1668, Виена), дъщеря на фрайхер Адам II фон Щернберг († 1623) и графиня Мария Максимилиана фон Хоенцолерн-Зигмаринген (1583 – 1649), дъщеря на 1. граф Карл II фон Хоенцолерн-Зигмаринген (1547 – 1606) и графиня Евфросина фон Йотинген-Валерщайн (1552 – 1590). Те имат шест деца:
- Михаел Адам фон Алтхан (1629 – 1645), йезуит
- Михаел Венцел фон Алтхан (* 30 юни 1630, Виена; † 17 май 1686, дворец Вьолферсдорф), императорски съветник и дипломат, женен за графиня Анна Мария Елизабет фон Аспремонт-Линден (1646 – 1723)
- Мария Анна Терезия фон Алтхан (* ок. 1631; умира млада)
- Мария Анна фон Алтхан (* ок. 1633; умира млада)
- Мария Анна Максимилиана Терезия фон Алтхан (* 25 август 1635, Виена; † 11 октомври 1689, Виена), омъжена I. пр. 1655 г. за граф Йохан Йоахим фон Зинцендорф (* 1613; † 11 ноември 1665), II. 1674 г. за граф Антон Франц фон Колалто и Сан Салваторе (* 1630; † 7 юли 1696)
- Мария Сузана фон Алтхан (* 28 октомври 1636; † 7 януари 1661), омъжена 1656 г. за граф Хелмхард Кристоф Унгнад фон Вайсенволф (* 2 януари 1634; † 20 февруари 1702, Линц)